# Lico (hijo de Pandión II)
En la mitología griega, Lico era uno de los cuatro hijos de Pandión II y Pilia, también llamado Licio. Tras la muerte de su padre, Lico y sus hermanos (Egeo, Niso y Palas) tomaron el control de Atenas arrebatándosela a Metión, quien había destronado a Pandión. Dividieron el gobierno entre los cuatro, y a Lico le correspondió la isla de Eubea. Pero Egeo se enfrentó a sus hermanos y terminó convirtiéndose en rey de toda el Ática. Lico buscó refugio en Mesenia y posteriormente lo acogió Sarpedón en el país de los termilos, que cambiaría de nombre por el de Licia en su honor. Introdujo en Mesenia los misterios sagrados de las Grandes Diosas Démeter y Perséfone, revelándoselos a Afareo y a su esposa Arene. En Atenas se le rendía culto como héroe, derivando de él el nombre del Liceo.